# Poço do Canto
Pour les articles homonymes, voir Canto.
Poço do Canto est une paroisse civile portugaise, située dans le district de Guarda et la région Centre, à environ 380 km de Lisbonne et 65 km de Guarda. La paroisse civile fait partie de la municipalité de Mêda et se trouve à environ cinq kilomètres de la paroisse du même nom.
Petit village agricole au début du XXe siècle, la paroisse civile de Poço do Canto est restée une ville agricole avec quelques entreprises. La population est en baisse depuis plusieurs années : en 1963 il y avait 1 570 habitants contre 591 habitants en 2001.
Depuis le 6 novembre 1836, Poço do Canto a rejoint la municipalité de Mêda, qui reste à environ cinq kilomètres. La paroisse civile est composée de plusieurs localités qui sont Cancelos de Cima, Cancelos do Meio, Cancelos de Baixo, Sequeiros et Vale do Porco.

## Géographie

### Localisation
La paroisse civile de Poço do Canto est située dans la région Centre, au nord de Guarda ainsi qu'à l'extrémité nord du district de Guarda. La paroisse civile est située à 380 kilomètres au nord-est de Lisbonne, à 64,4 kilomètres au sud-ouest de Guarda et à 4,4 kilomètres au nord-ouest de Mêda.
La paroisse civile de Poço do Canto possède un mont, ce qui permet d'avoir une grande vue sur la paroisse et ses environs.
| Ranhados Cedovim | Sebadelhe             | Touça                 |
| Ranhados         | Poço do Canto         | Fonte Longa Longroiva |
| Lourinhã         | Outeiro de Gatos Mêda | Mêda                  |

### Voies de communication et transports
La paroisse civile est bordée par la route nationale 324, celle-ci permet à ses utilisateurs de relier la voie rapide portugaise IP2 à Pocinho et à nouveau la voie rapide portugaise IP2 à Marialva. Une route secondaire, qui prolonge la route nationale 324, permet de relier le centre de la paroisse civile de Ranhados d'une part et le centre de Horta de l'autre.
Les autres localités de la paroisse sont également desservies par les lignes de bus. Il existe également une ligne scolaire qui permet de rejoindre les établissements scolaires à Mêda.

## Urbanisme
Au début du XXe siècle, Poço do Canto était encore un petit village agricole. De nos jours, la paroisse a totalement conservé son caractère agricole, mais a connu quelques l'implantation d'entreprises et d'industries.
Depuis quelques années, la paroisse connait l'arrivée de nouvelles constructions immobilières et la rénovations d'anciennes maisons. En 2011, la paroisse compte 414 résidences, contre 425 en 1991, soit une petite baisse du nombre de résidences.

## Toponymie
Le toponyme Poço vient du latin (Puteus-i), qui désigne un puits ou un souterrain. Le toponyme Canto vient également du latin (Chantus-i), qui désigne la propriété.

## Histoire
Dès l'instauration de la monarchie au Portugal, le territoire de la paroisse de Poço do Canto était sous l'autorité de la municipalité de Ranhados et il n'y avait aucune possessions par les nobles. En 1377, Poço do Canto s'inscrit dans une munificence du roi Ferdinand Ier aux parents de Pero Lourenço de Távora et de son frère Rui Lourenço.
Depuis le XIVe siècle, il existe une tradition lors de la période de Pâques, des petits pains bénits était distribués depuis la tour de l'église. Au XVIe siècle, la paroisse n'existant toujours pas, il est remarqué une constante augmentation de la population. La création de la paroisse était nécessaire avec la longue distance séparant Poço do Canto et Ranhados.

## Politique et administration
La paroisse civile a pour chef-lieu Poço do Canto (composée de Cancelos de Baixo, Cancelos do Meio, Cancelos de Cima, Sequeiros, Vale do Porco et Poço do Canto), représenté par le président de la paroisse, Jorge Manuel Fachada Mesquita (PPD/PSD). Elle est rattachée à la commune de Mêda, représentée par le président Armando Luís Rodrigues Carneiro (PS).
Aux élections locales de 2005, il y avait 395 votants pour 549 inscrits, soit un taux de participation de 71,95 %. En 2009, il y avait 405 votants pour 573 inscrits, soit un taux de participation de 70,68 %.

## Région du Vin
Dans cette région se produit un excellent vin de consommation (type palhete, très aromatique, gazeux et bien apaladado, très recherché et apprécié), ainsi qu'une huile d'excellente qualité, qui constituent la richesse et la source de recette de leurs habitants. Il existe encore une petite industrie allumée à mouture de céréales, d'ici en sortant annuellement beaucoup de barils de vin de la plus haute qualité, notamment pour la ville de Porto.

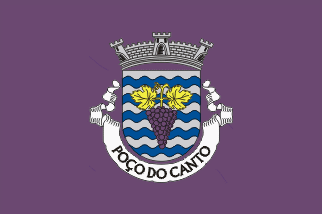
Bandeira de Poço do Canto